# Kuji
Kuji (久慈市, Kuji-shi) est une ville située dans la préfecture d'Iwate, au Japon.

## Géographie

### Situation
Kuji est située dans le nord-est de la préfecture d'Iwate. Elle est bordée par l'océan Pacifique à l'est.

### Démographie
En novembre 2019, la population de Kuji s'élevait à 34 696 habitants, répartis sur une superficie de 623,50 km2.

## Histoire
Le bourg de Kuji a été créé le 1er avril 1889. Il devient une ville le 6 mars 2006.
Kuji a été sérieusement touchée par tsunami consécutif au séisme de 2011 de la côte Pacifique du Tōhoku.

## Transports
Kuji est desservie par la ligne Hachinohe de la compagnie JR East et la ligne Rias de la compagnie Santetsu. La gare de Kuji est la principale gare de la ville.

## Jumelages
Kuji est jumelée avec :
- Franklin (États-Unis)
- Klaipėda (Lituanie)